# Челік (футбольний клуб, Зениця)
«Челік» (Зениця) — боснійський футбольний клуб з міста Зениця, заснований 16 червня 1921. Назва «Челік» перекладається як «сталь» з боснійської. Це ім'я символізує міць та силу клубу та індустріальну потужність міста Зениця, відому у тій частині Європи.

Челік є один з найуспішніших клубів Боснії і Герцеговини. У часи Югославії, Челік грав 17 років у Першій лізі Югославії. Челік перемагав у таких європейських турнірах, як Кубок Мітропи та Кубок Інтертото. В наші дні Челік є членом Футбольна асоціація Боснії і Герцеговини та грає у прем'єр-лізі. Після здобуття 3-го титулу в прем'єр-лізі, ситуація змінилась для Челіка. У клуба з'явились величезні борги через корупцію. Останнє, що утримує Челік у прем'єр-лізі це віддані фанати, які дуже активні у домашніх та виїзних іграх клубу. Також фани відомі як босн. Robijaši, дос. «засудженні». Також, стадіон, на якому грає клуб, є 3-м найбільший стадіон у Боснії і Герцеговині. На стадіоні також проходять матчі збірної Боснії і Герцеговини.

## Досягнення

### Місцеві
- Перша ліга Боснії і Герцеговини: 
  - Переможець (3): 1994-95, 1995-96, 1996-97
- Друга ліга Югославії:
  - Переможець (5): 1966, 1968, 1980, 1983, 1985

### Міжнародні
- Кубок Мітропи
  - Переможець (2): 1970-71, 1971-72
  - 2-е місце (1): 1972-73
- Кубок Інтертото
  - Переможець (1): 1975

## Євротурніри
| Сезон | Змагання        | Раунд |            | Клуб        | Вдома | На виїзді |
| ----- | --------------- | ----- | ---------- | ----------- | ----- | --------- |
| 2001  | Кубок Інтертото | 1Р    | Туреччина  | Денізліспор | 1-0   | 5-3       |
|       |                 | 2Р    | Бельгія    | Гент        | 1-0   | 0-2       |
| 2001  | Кубок Інтертото | 1Р    | Чорногорія | Ґрбаль      | 3-2   | 1-2       |